# Germán Carrasquilla
Germán Carrasquilla (ur. 4 sierpnia 1966) – kolumbijski strzelec, olimpijczyk.
Uczestnik Letnich Igrzysk Olimpijskich 1984, na których wystartował wyłącznie w karabinie pneumatycznym z 10 m. Zajął 42. miejsce wśród 54 startujących zawodników.
Wraz z drużyną zdobył srebrny medal podczas Igrzysk Ameryki Środkowej i Karaibów 1986 (w zespole startowali jeszcze Mario Clopatofsky i Orlando Martínez).

## Wyniki

### Igrzyska olimpijskie
| Igrzyska         | Konkurencja                | Wynik                        | Miejsce | Źródło |
| ---------------- | -------------------------- | ---------------------------- | ------- | ------ |
| Los Angeles 1984 | Karabin pneumatyczny, 10 m | 560 pkt. (92–94–96–94–95–89) | 42      | [ 1 ]  |